# Michel-André Fels
Michel-André Fels (* 1960; heimatberechtigt in St. Gallen) ist ein Schweizer Jurist. Er war von 2006 bis 2007 interimistisch schweizerischer Bundesanwalt. Von 2017 bis 2025 war er Generalstaatsanwalt des Kantons Bern und Mitglied der Justizleitung.

## Leben
Nach dem Studium der Rechtswissenschaft an der Universität Bern erfolgte die Patentierung zum Bernischen Fürsprecher 1989. Von 1995 bis 2001 arbeitete er bei der Staatsanwaltschaft des Kantons Bern, unter anderem als a.o. Generalprokurator. 2001 bis 2007 war er Staatsanwalt des Bundes, seit 2004 als Stellvertreter des Bundesanwalts. Nach dem Rücktritt von Valentin Roschacher wurde die Bundesanwaltschaft ab 5. Juli 2006 interimistisch von Michel-André Fels weitergeführt. Am 13. August 2007 wurde Erwin Beyeler, bis zu seinem Amtsantritt Erster Staatsanwalt des Kantons St. Gallen, dann Bundesanwalt der Schweiz. Fels trat von seinem Amt als Stellvertreter des Bundesanwalts wenig später zurück.
Von 2009 bis 2016 war er Stellvertretender Generalstaatsanwalt des Kantons Bern. Von 2017 bis 2025 war er Generalstaatsanwalt des Kantons Bern und Mitglied der Justizleitung, 2020/21 hatte er den Vorsitz inne. Seit 2025 bietet er Beratung zur Unabhängigkeit von Strafbehörden, Optimierung von Prozessen und Führungsausbildung in der Justiz an.
Michel-André Fels ist verheiratet und Vater von drei Kindern. Er war als Politiker zeitweise Vizepräsident der FDP in seinem Wohnort Burgdorf BE.